# 1932 au cinéma
| Années du cinéma : 1929 - 1930 - 1931 - 1932 - 1933 - 1934 - 1935    |
| Décennies du cinéma : 1900 - 1910 - 1920 - 1930 - 1940 - 1950 - 1960 |

Cet article présente les faits marquants de l'année 1932 au cinéma.

## Événements
- 30 juillet : Walt Disney lance son premier dessin animé en couleurs Des arbres et des fleurs de la série Silly Symphonies.
- 6 août : Première Mostra de Venise.
- Kodak lance le format 8 mm, économique et destiné au cinéma amateur.
- Début de Johnny Weissmuller, champion olympique de natation, dans le rôle de Tarzan qu'il incarnera pendant 16 ans jusqu'en 1948.

## Principaux films de l'année
- Blonde Vénus, de Sternberg avec Marlene Dietrich et Cary Grant (23 septembre).
- Boudu sauvé des eaux de Jean Renoir avec Michel Simon. (11 novembre)
- Champion de King Vidor avec Jackie Cooper.
- La Grande Muraille film de Frank Capra avec Barbara Stanwyck.
- Docteur Jekyll et M. Hyde de Rouben Mamoulian.
- Fanny réalisé par Marc Allégret avec Raimu, Orane Demazis et Charpin.
- Freaks (La monstrueuse parade) de Tod Browning avec Wallace Ford, Olga Baclanova et Leila Hyams (8 juillet).
- Grand Hotel d'Edmund Goulding avec Greta Garbo, Joan Crawford, John et Lionel Barrymore et Wallace Beery (12 avril à New York)
- Haute Pègre (Trouble in Paradise) comédie d'Ernst Lubitsch avec Herbert Marshall, Miriam Hopkins, Kay Francis.
- Je suis un évadé, film de Mervyn LeRoy (11 novembre).
- L'Atlandide film d'aventure de Georg Wilhelm Pabst avec Brigitte Helm et Pierre Blanchar.
- L'Adieu aux armes (A Farewell to Arms) de Frank Borzage avec Gary Cooper et Helen Hayes.
- Les Croix de bois de Raymond Bernard d'après le livre de Roland Dorgelès, avec Charles Vanel et Pierre Blanchar (17 mars).
- Le Testament du docteur Mabuse (Das Testament des Dr Mabuse) film fantastique de Fritz Lang avec Rudolph Klein-Rogge, Otto Vernike et Gustav Diessl.
- M le maudit de Fritz Lang avec Peter Lorre. (17 avril)
- Plumes de cheval : comédie américaine de Norman Z. McLeod avec les Marx Brothers.
- Poil de carotte de Julien Duvivier d'après le livre de Jules Renard avec Harry Baur et Robert Lynen. (7 décembre)
- Polly of the Circus d'Alfred Santell avec Clark Gable.
- Vampyr de Carl Theodor Dreyer
- Aimez-moi ce soir de Rouben Mamoulian
- Me and My Gal de Raoul Walsh
- Santa, d'Antonio Moreno, d'après une histoire de Federico Gamboa, premier film sonore du cinéma mexicain
- Scarface film policier d'Howard Hawks avec Paul Muni, George Raft et Ann Dvorak (19 mai).
- Shanghaï Express de Josef von Sternberg avec Marlene Dietrich.
- Tarzan l'homme singe (Tarzan the Ape Man) de W. S. Van Dyke, avec Johnny Weissmuller et Maureen O'Sullivan (25 mars).
- The Merry Men of Sherwood de Widgey R. Newman, avec John J. Thompson et Aileen Marson (en).
- Une heure près de toi (One hour with you) comédie d'Ernst Lubitsch avec Maurice Chevalier, Jeanette MacDonald et Genevieve Tobin.
- Les Mirages de Paris de Fédor Ozep (17 Janvier)

## Récompenses

### Oscars
- Meilleur film : Grand Hotel d'Edmund Goulding (États-Unis)
- Meilleure actrice : Helen Hayes, la Faute de Madelon Claudet (The Sin of Madelon Claudet)
- Meilleur acteur : Wallace Beery, le Champion (The Champ) Fredric March, Dr. Jekyll and Mr. Hyde
- Meilleur réalisateur : Frank Borzage, Bad Girl

## Principales naissances
- 5 février : Claude Chantal, actrice française de doublage († 8 février 2016).
- 4 avril : Andreï Tarkovski, réalisateur soviétique († 29 décembre 1986).
- 6 février : François Truffaut, cinéaste français († 21 octobre 1984).
- 14 février : Harriet Andersson, actrice suédoise.
- 18 février : Miloš Forman, cinéaste tchèque († 14 avril 2018).
- 24 février : Michel Legrand, auteur-compositeur interprète français († 26 janvier 2019).
- 27 février : Elizabeth Taylor, actrice américaine († 23 mars 2011).
- 9 mars : Ron Hagerthy, acteur américain.
- 8 avril : Jean-Paul Rappeneau, cinéaste français.
- 10 avril :
  - Omar Sharif, acteur égyptien († 10 juillet 2015).
  - Delphine Seyrig, comédienne et réalisatrice française († 15 octobre 1990).
- 12 avril : Jean-Pierre Marielle, comédien français († 24 avril 2019).
- 27 avril : Anouk Aimée (Françoise Dreyfus, dite), actrice française.
- 2 mai : Bruce Glover, acteur américain († 12 mars 2025).
- 4 mai : Libero Miguel, cinéaste brésilien († 28 octobre 1989).
- 2 août : Peter O'Toole, comédien irlandais († 14 décembre 2013).
- 27 septembre : Yash Chopra, réalisateur indien († 21 octobre 2012).
- 10 octobre : Louis Malle, cinéaste français († 24 novembre 1995).
- 27 octobre : Jean-Pierre Cassel (Jean-Pierre Crochon, dit), acteur français († 18 avril 2007).
- 8 novembre : Stéphane Audran, actrice française († 27 mars 2018).

## Principaux décès
- 12 avril : Pierre Batcheff, acteur d'origine russe.